# Embalse de La Tranquera
El embalse de la Tranquera o pantano de la Tranquera está situado en los términos municipales de Carenas, Nuévalos e Ibdes, en la provincia de Zaragoza, comunidad autónoma de Aragón en España.
El proyecto embalsa aguas del río Piedra e implicó la anegación de dos localidades: Somed y Cocos. El embalse permite el abastecimiento de agua potable en la ciudad de Calatayud, así como la irrigación de 15 000 Ha de la Comarca de Calatayud. Incluye un aprovechamiento hidroeléctrico.

## Características
La presa, de gravedad, con una altura total de 80,45 metros sobre cimientos. La altura de la presa 45 metros. Grosor de la presa 90 metros. Grosor de la cimentación: 39 metros. El aliviadero con compuertas de cemento y metálicas. Las compuertas tienen 3 alzas automáticas de sector de 19x5 metros y la capacidad del aliviadero es de 1.470 m³ /s. El desagüe del fondo del túnel tiene capacidad para unos 300 m3/s. La presa tiene una longitud de coronación de 225,21 metros. Una longitud sobre fondo del río de 43,45 metros. Y la coronación de la presa es de 7 metros. El volumen de la excavación fue de 257.000 m³. El volumen de hormigón de 330.000 metros cúbicos.
La capacidad del embalse es de 84 hm³, que en la actualidad parece haber disminuido a 78,9 hm³. La longitud del embalse es de 6,5 km. Su perímetro o vaso de 16 km. Su cota sobre el nivel del mar de 688 metros. La superficie ocupada por las aguas 530 hectáreas. El coste de las expropiaciones 107.000.000 pesetas. El coste de la obra 155.000.000 pesetas. Riega junto con el embalse de Maidevera unas 40.000 hectáreas, aunque la CHE solo reconoce que riega 15.000 y 6.000 más en la desembocadura cuando hay excedentes.[cita requerida] Regula a través del Jalón la margen derecha del Ebro.

## Historia
Cuando en 1931 se presentó el informe del aprovechamiento de las aguas del río Mesa en el estrecho llamado de Tranquera, la presa hubiera ocupado casi toda la vega de Ibdes y una mínima extensión de la vega de Carenas. Pero en el mismo informe el ingeniero hacía la propuesta de represar en el paraje llamado el Chorrillo. Al primero se le llamó pantano de la Tranquera y al segundo pantano de Carenas. Por fin el cerramiento se hizo en el segundo proyecto, pero por causas que desconocemos se dejó con el nombre del primero, llamándose pantano de la Tranquera, cuando en realidad se tenía que haber llamado pantano de Carenas. El segundo proyecto tenía la ventaja de que represaba las aguas del Mesa y del Piedra.
El 11 de agosto de 1951 los pueblos afectados por el pantano de la Tranquera Carenas, Nuévalos e Ibdes expresaban su gratitud al dictador, al ministro de Obras Públicas y al director general de Obras Hidráulicas. Pero dos pedanías quedaron bajo las aguas: Somed perteneciente a Carenas y Cocos perteneciente a Nuévalos y parte del término que tenía, a Carenas.
El proyecto se acometió entre julio de 1952 y 1959, aunque con posterioridad a esta fecha todavía se hacían remates, concretamente hasta septiembre de 1963. La obra estuvo concluida en 1959 provisionalmente y se probaron las compuertas del pantano, llenándose y vaciándose. De las 530 hectáreas que inundó el embalse en los términos de Carenas, Nuevalos e Ibdes, más de la mitad, 338 hectáreas, correspondían a Carenas. Se respetaron las servidumbres de riego de las acequias que fertilizaban las vegas bajas de Carenas.
Las obras fueron adjudicadas a la empresa Dragados y Construcciones S.A, que dio trabajo en su construcción a cerca de 600 empleados, seis de los cuales murieron durante la construcción. El propietario era la Dirección General de Obras Hidráulicas (Confederación Hidrográfica del Ebro). El cerramiento se hizo en el río Piedra, recogiendo también las aportaciones de sus afluentes Mesa y Ortiz. Su destino principal era el riego a la zona media del Jalón, el agua de boca y una central eléctrica de 2800 kVA, que no ha llegado a utilizarse. Se procedió al abastecimiento de agua de boca para Calatayud con una previsión de 90 l/s. Y así mismo se procedió a hacer dos nuevas variantes de carretera.
Las expropiaciones fueron motivo de disputas y en fechas tan tardías como 1986 aún se reclamaba su pago, entre acusaciones de caciquismo. La anegación de la vega de Nuévalos afectó asimismo a las mejores tierras de cultivo de la localidad que perdió dos tercios de su la población tras la inauguración del embalse. Muchos de los habitantes de la zona fueron desplazados a poblados de colonización en las Cinco Villas. El efecto en Nuévalos fue la inspiración de una novela de Santiago Lorén. Supuso asimismo una reorientación económica de la localidad, en la que desde entonces primó el turismo.

#### Entorno de La Tranquera
El Entorno de La Tranquera hace referencia a la zona geográfica y económica que rodea el Embalse de La Tranquera, ubicado en la provincia de Zaragoza, Aragón, España. Esta área destaca por su riqueza natural, su actividad turística y su importancia para el desarrollo empresarial local.
La región alberga diversos sectores económicos, incluyendo el turismo rural, la hostelería, el comercio y la industria agroalimentaria, impulsados por el atractivo del Monasterio de Piedra y las rutas naturales que rodean el embalse.

#### Impacto de la DANA y Creación de la AEET
Tras los graves daños ocasionados por la última DANA (Depresión Aislada en Niveles Altos), el entorno de La Tranquera ha sufrido una gran afectación, provocando pérdidas de hasta el 90% en las ventas de los empresarios locales. La reducción del turismo y la caída del consumo en la zona han puesto en riesgo la viabilidad de muchos negocios.
Como respuesta a esta crisis, se ha creado la Asociación de Empresarios del Entorno de La Tranquera (AEET), con el objetivo de unir fuerzas, promover la recuperación económica y defender los intereses del tejido empresarial local. Esta entidad trabaja para impulsar el turismo, mejorar la infraestructura de la zona y buscar soluciones que ayuden a los negocios afectados a restablecer su actividad.

## Galería

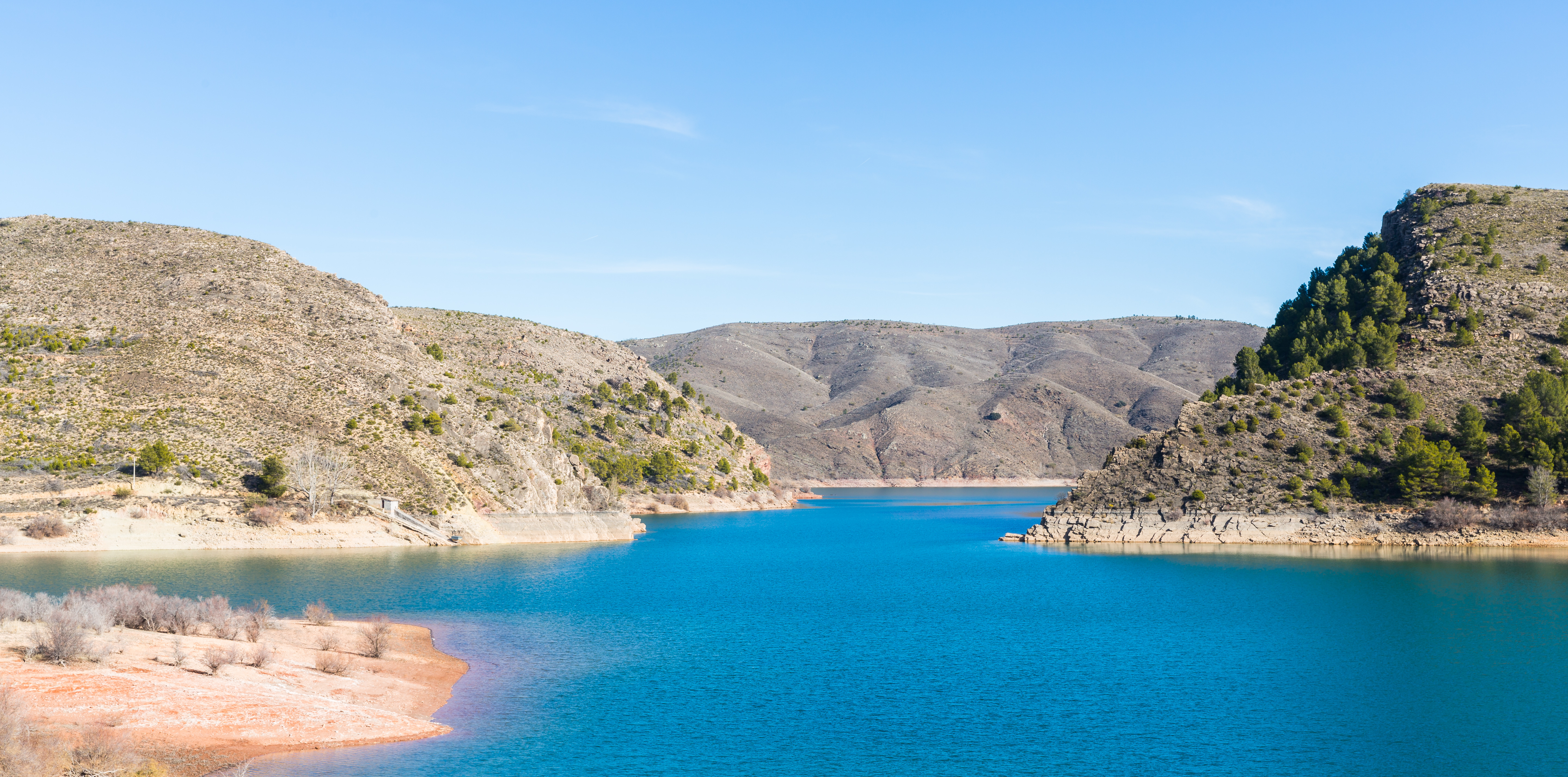
Paso del embalse hacia el norte.
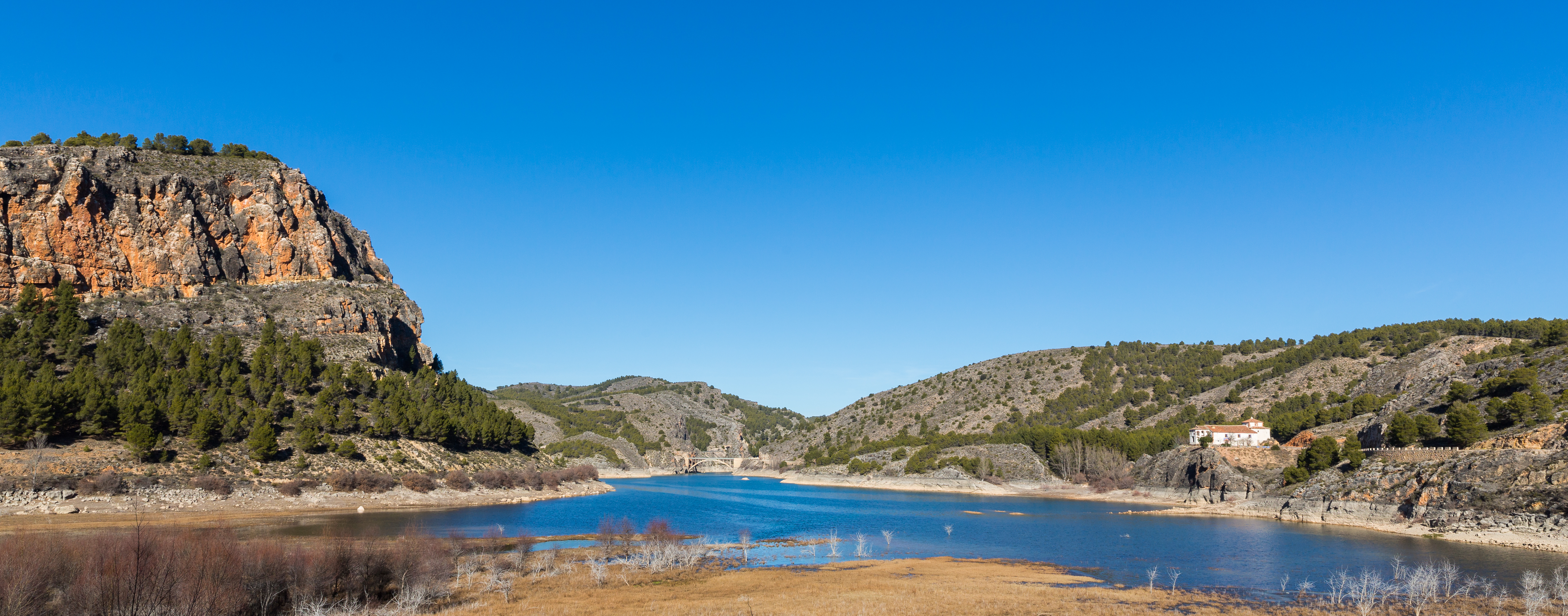
Vista del tramo oeste desde la parte sur.
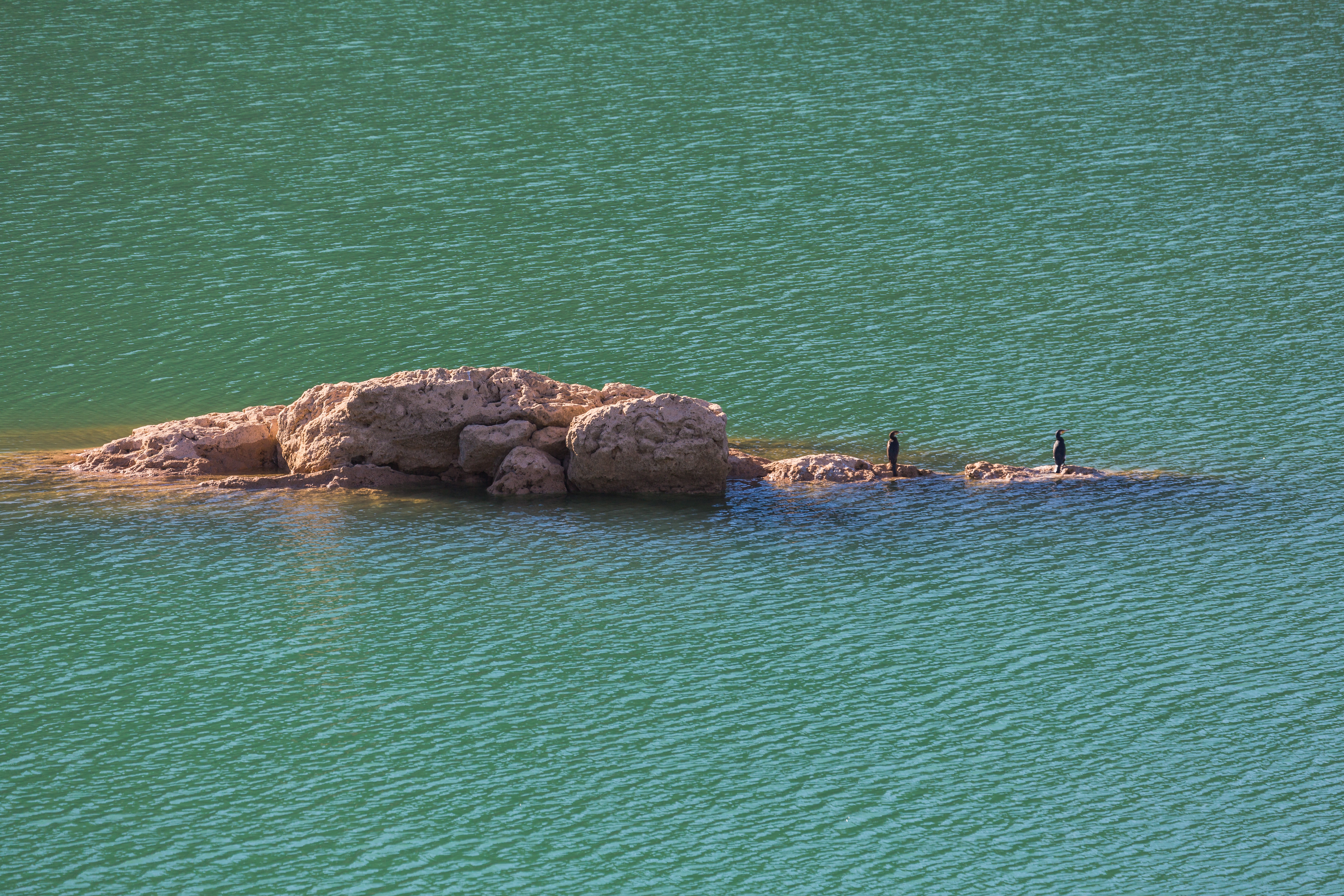
Garzas reales en el embalse.
Panorámica de la parte este.
Otra vista panorámica
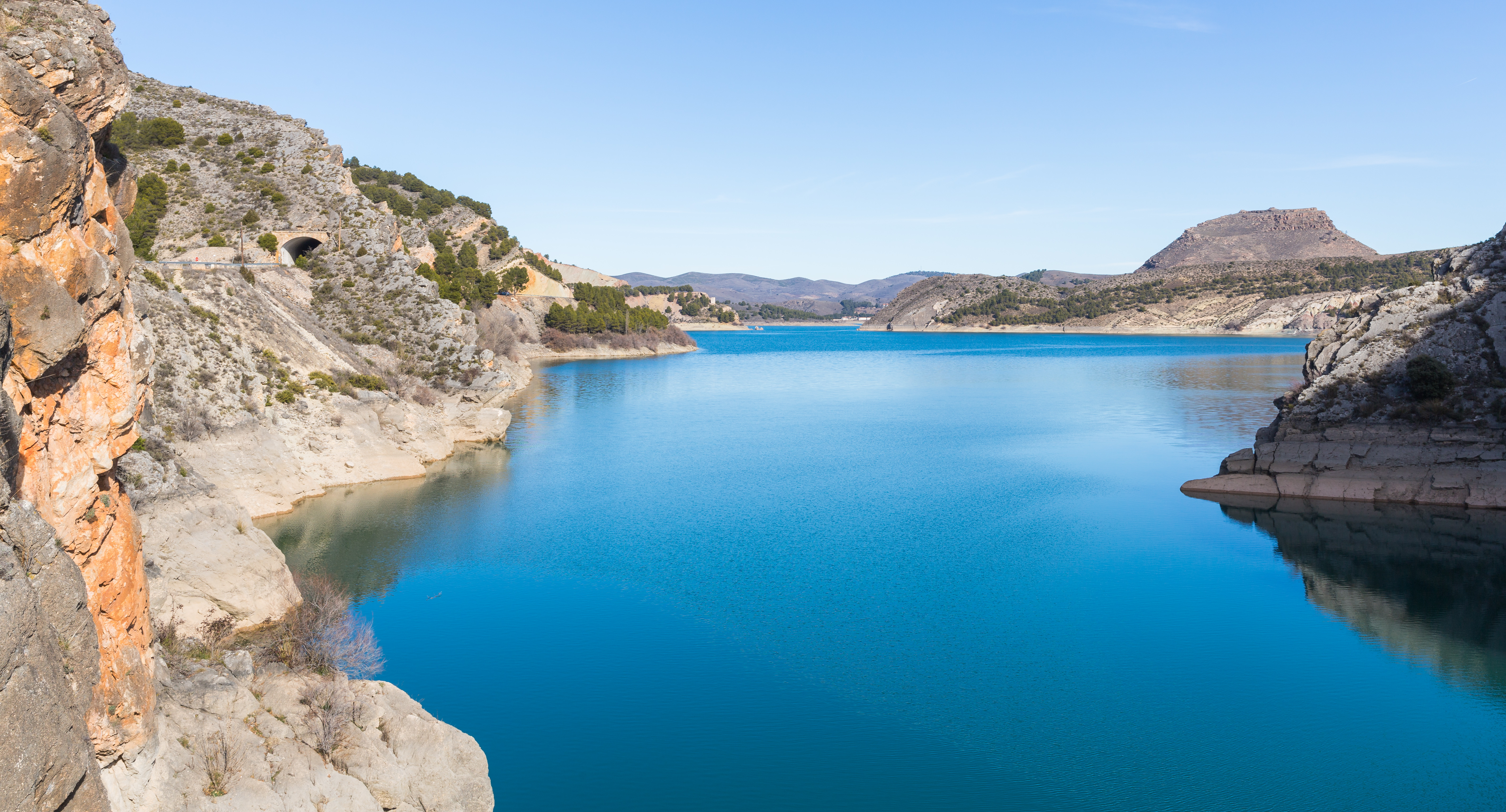
Vista desde el puente en dirección a Ibdes.
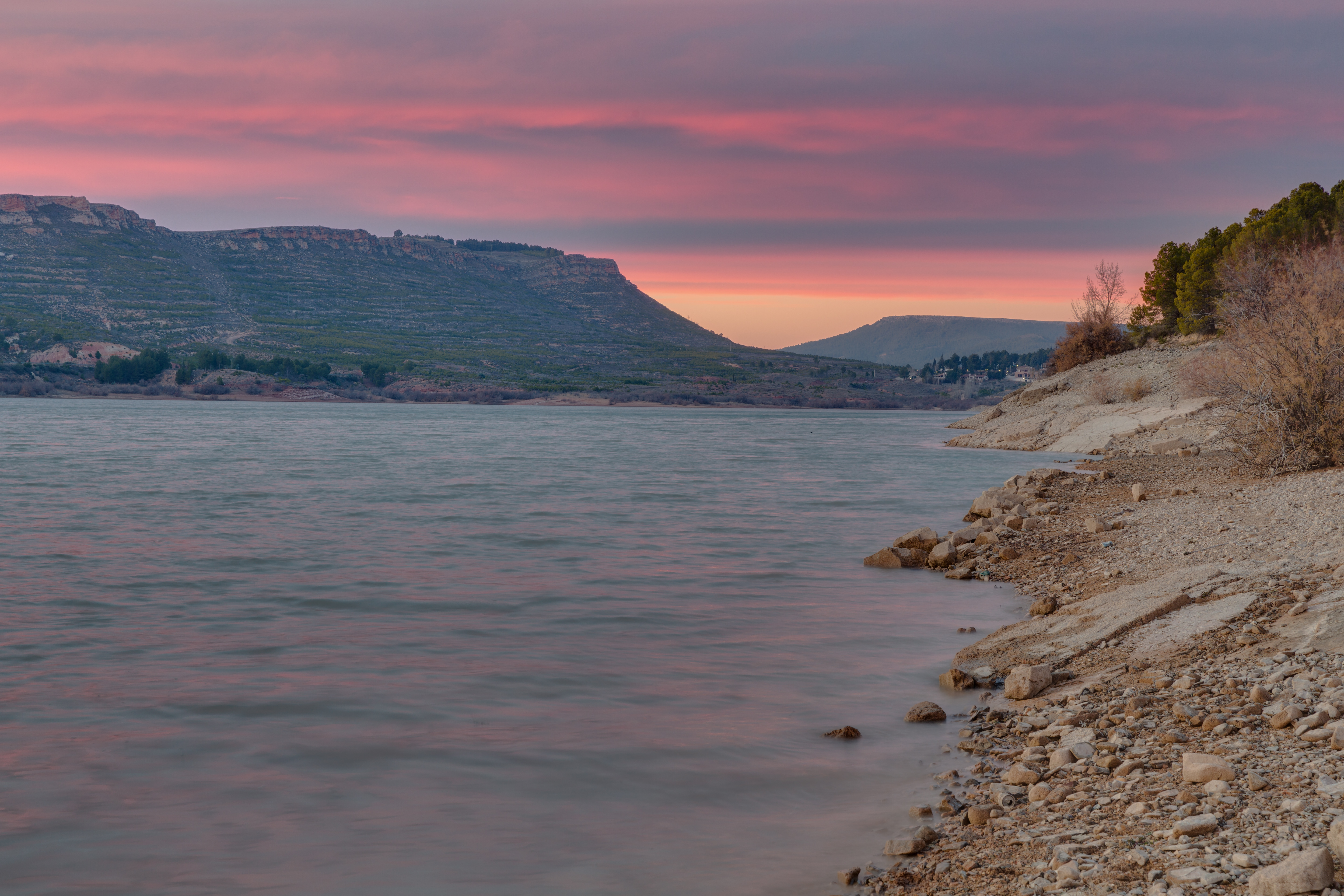
Vista del embalse durante la puesta de sol.
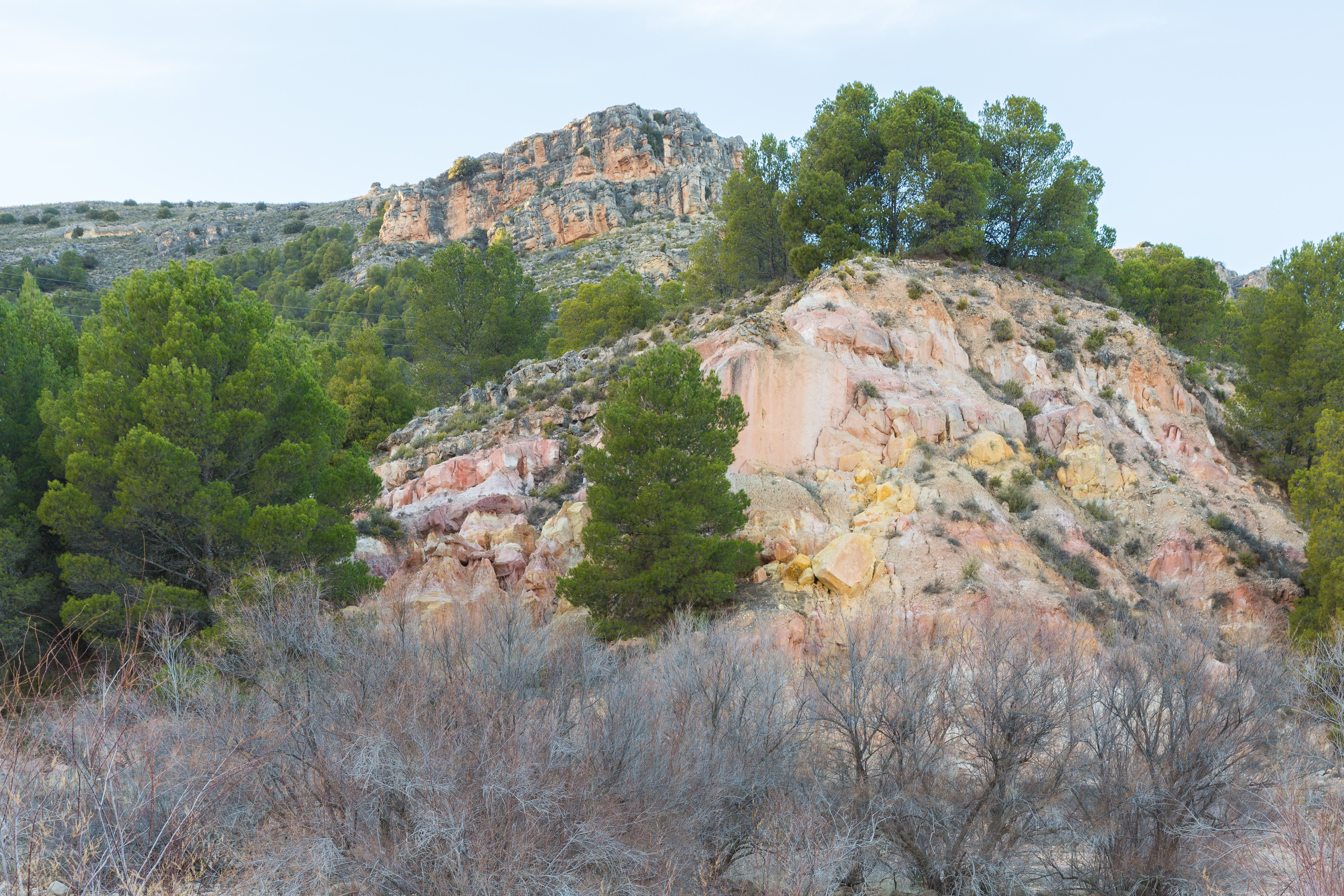
Paisaje en las inmediaciones del embalse.
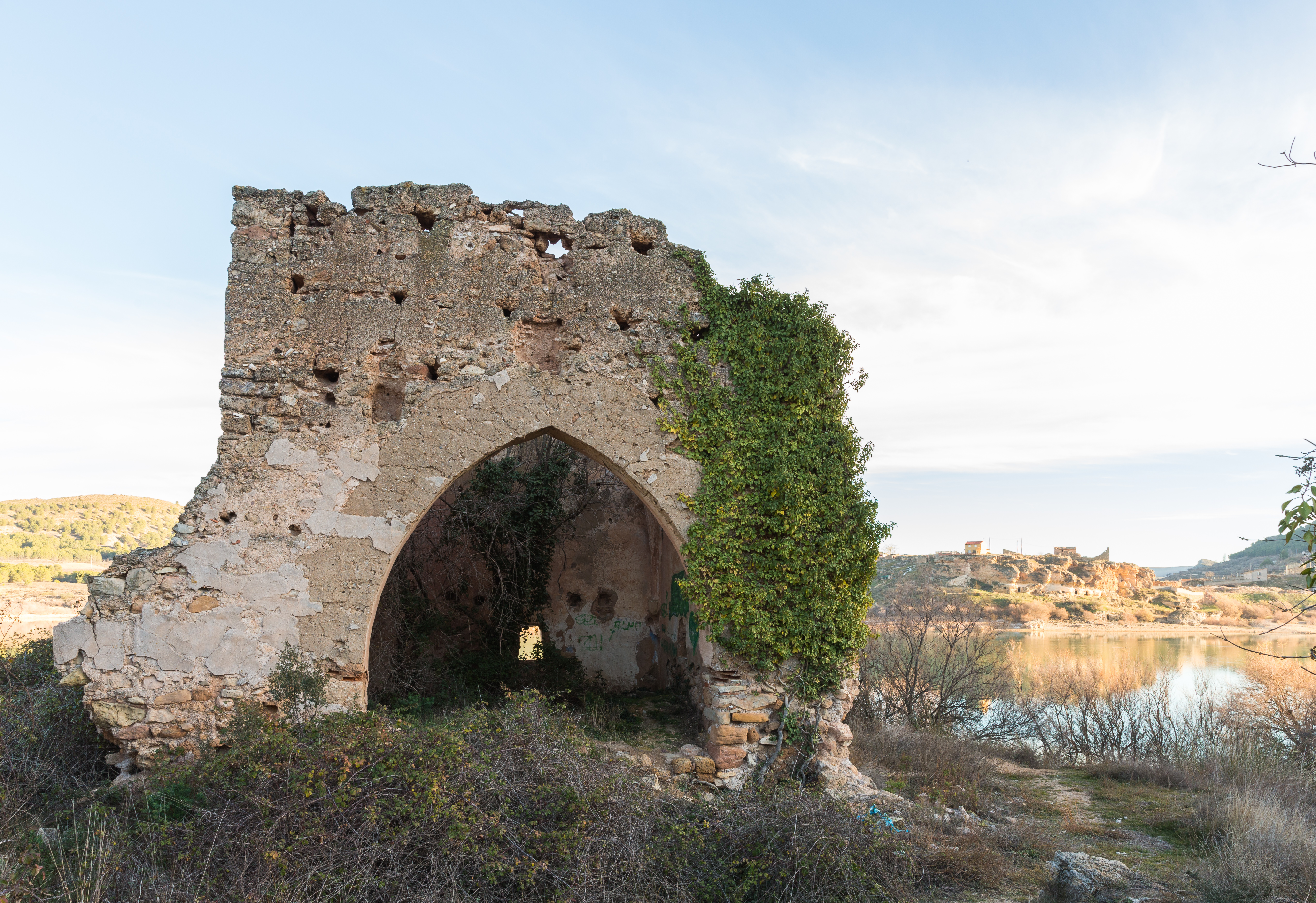
Restos de la fortificación en el embalse.
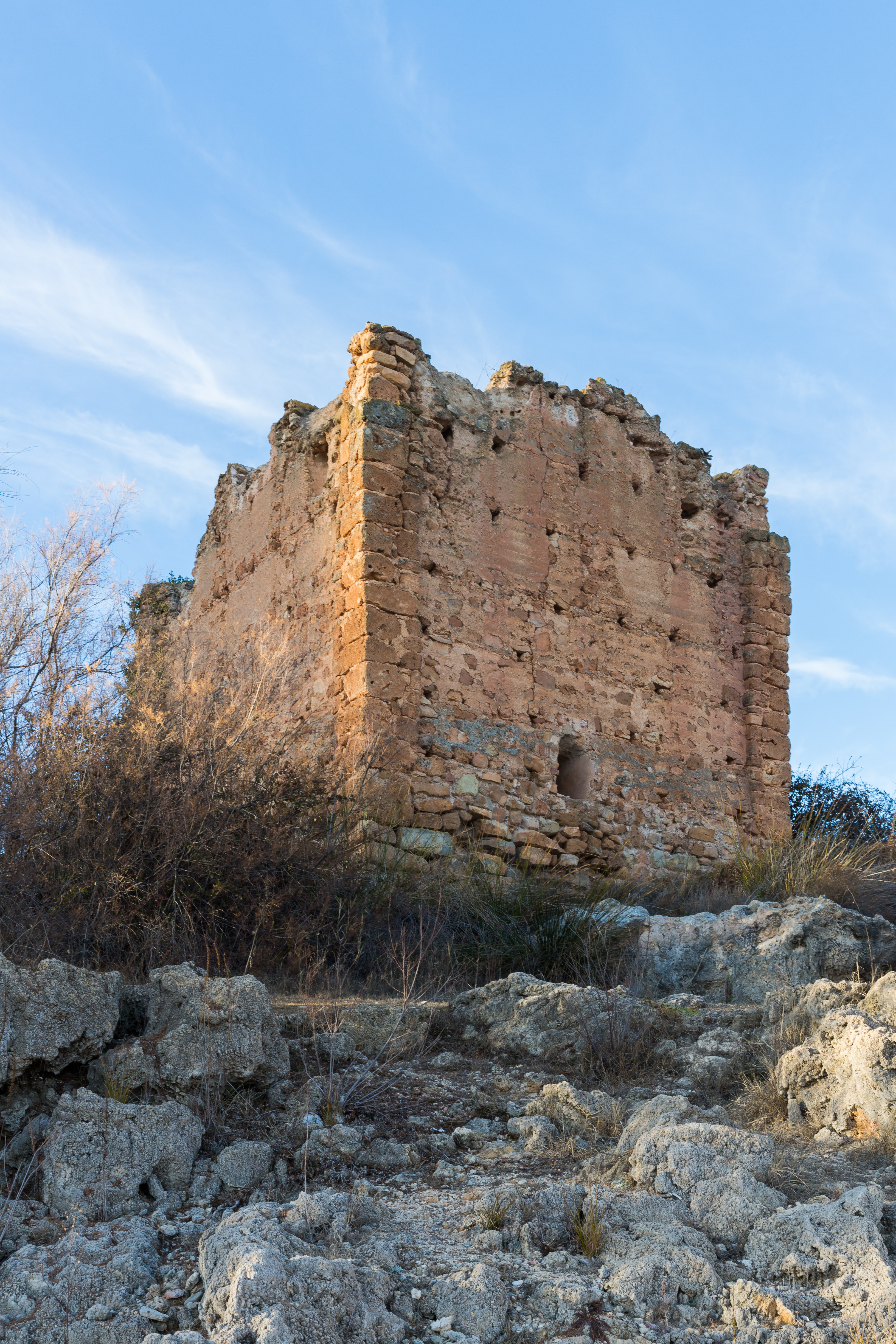
Restos de la fortificación en el embalse.
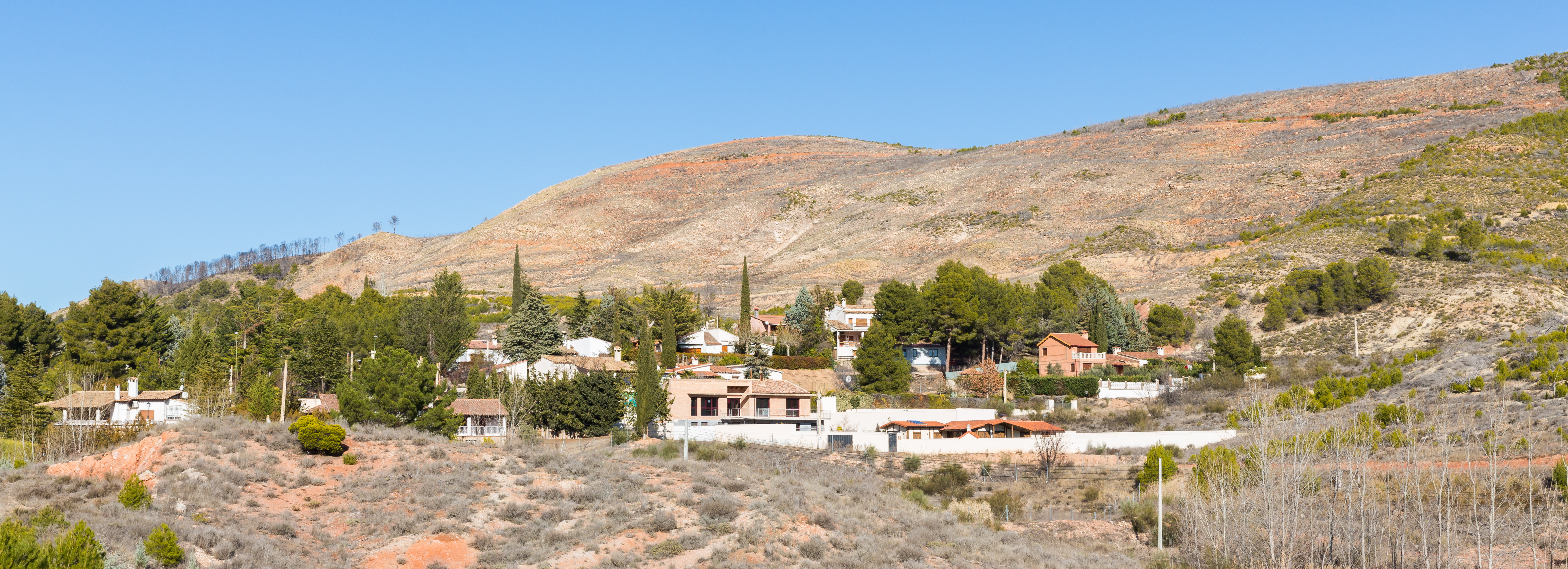
Localidad de La Tranquera.
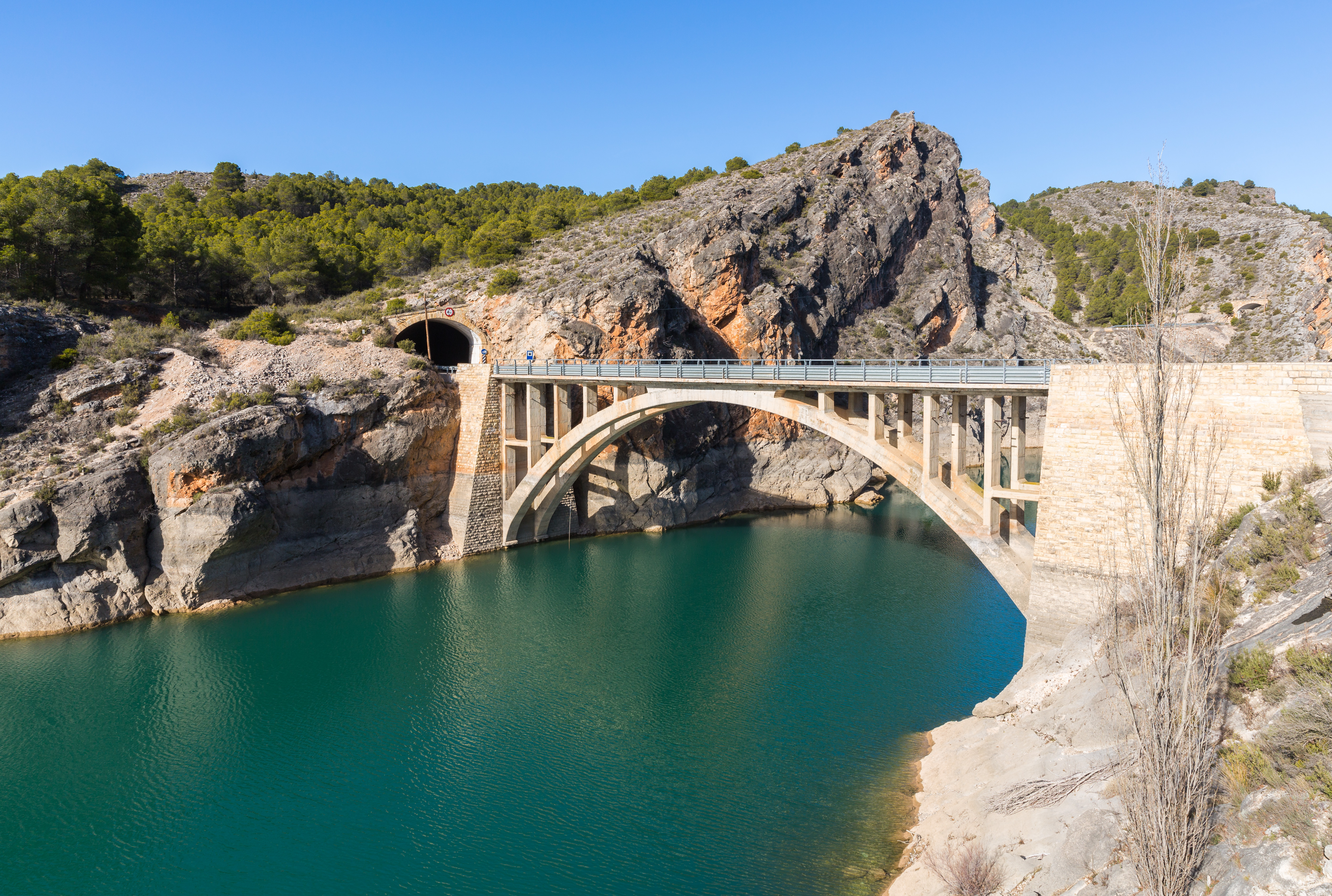
Uno de los dos puentes sobre el embalse que comunican Ibdes con Carenas.
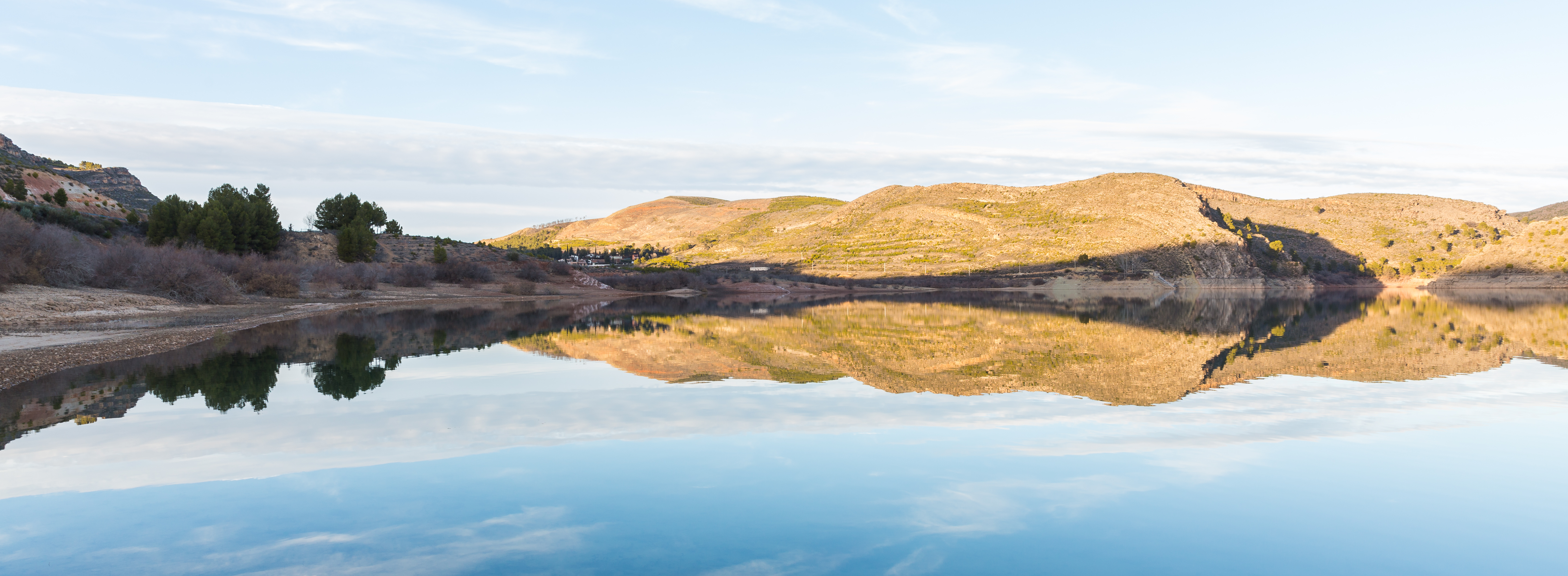
Panorámica de la parte este.
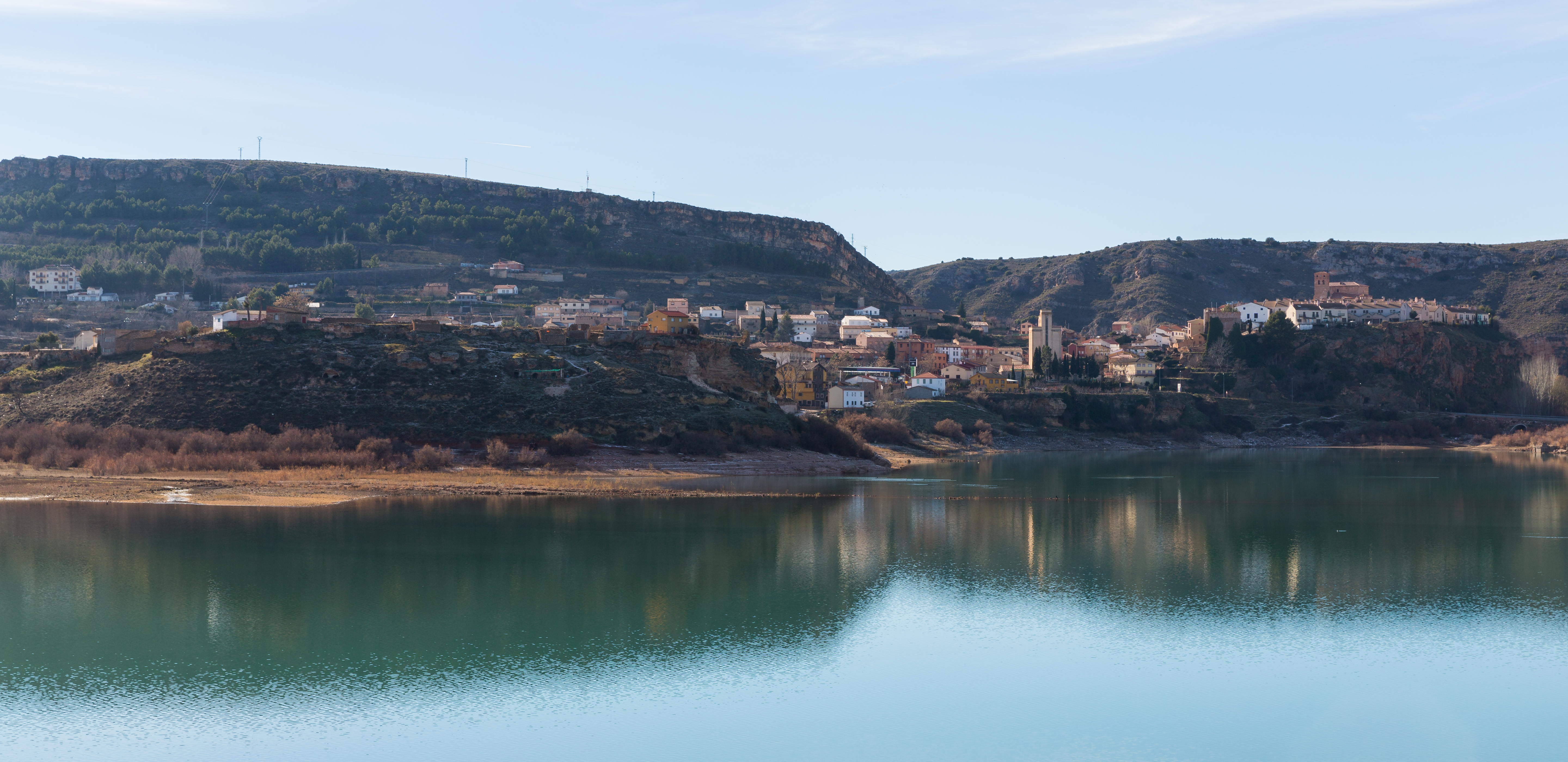
Vista de Nuévalos.
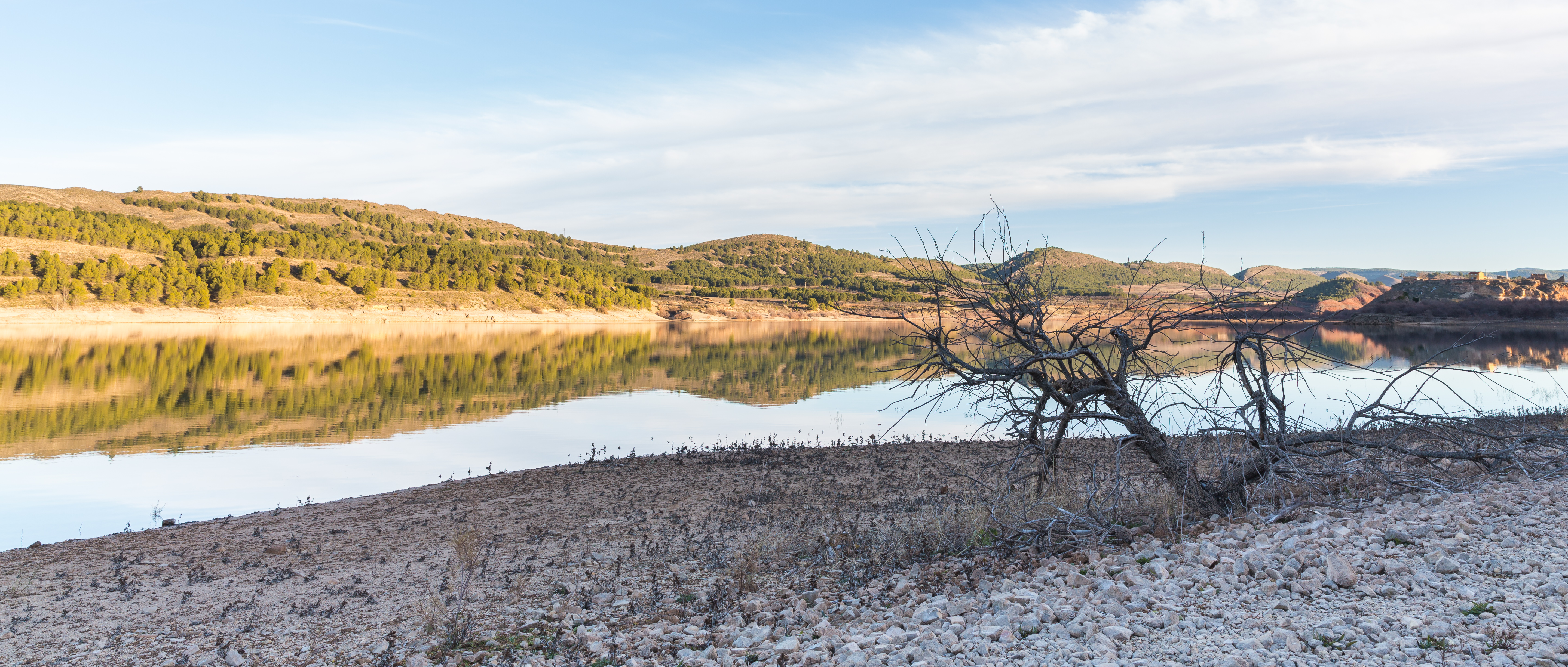
Panorámica de la parte este.